# たまごっちとふしぎな絵本
『たまごっちとふしぎな絵本』（たまごっちとふしぎなえほん） は、カードを読み込ませて戦うデータカードダスの一つ。略称「たま本」。
『オールシーズンさぁイコー!カードでエントリー!たまごっちコンテスト』の続編にあたる。2008年4月稼働開始で、現在稼動終了。2010年3月に『カードでちゃくしん!たまごっち!』が稼動された。

## 特徴
今までのたまごっちのデータカードダスとは能力も大きく変化し、ジャンルも横スクロールアクションになった。ミラクルアクションや能力で隠しステージに移動できる。今までとは違いたまごっち本体でのエントリーができなくなったが、いぇー!ふぁみりーイロイロ!たまごっちプラス、夢のロイヤルふぁみりーたまごっちプラス、たまごっちプラスカラーと通信することによりボーナスを与えることができる。

## 遊び方
100円玉をいれ、カードが1枚出てくる。ステージとルートを選択し、カードを読み込んでキャラクターをエントリーさせる。（カードがないとまめっち、ちゃまめっち、ききっちのどれかになる。）最後にはボスステージでボスと対決をする。

## バージョン
第1章
舞台はアラビアンナイトと昔話。たまごっちコンテストであったイベントカード、コンテストカードは廃止され、新たに応援が強制的に決まるごっちーずカードが追加された。レア度もロイヤル、サイコーが廃止され、ふしぎがレア度になった。
モチーフはアラビアンナイトはアラジンと魔法のランプ、アリババと40人の盗賊、船乗りシンドバッドの冒険。昔話は桃太郎、金太郎、浦島太郎。
第2章
舞台は童話のヒロインの物語。一部、アラビアンナイトと昔話のカードが収録されている。
モチーフはシンデレラ、白雪姫、人魚姫。
第3章
舞台は西遊記。前回同様以前のストーリーのカードも収録。今回は童話のヒロインの物語のカードも加わった。
モチーフは西遊記の登場人物の孫悟空、沙悟浄、猪八戒、三蔵法師。
第4章
舞台は不思議の国のアリス。前回同様以前のストーリーのカードも収録。今回は西遊記のカードも加わった。
モチーフは不思議の国のアリスの登場人物のアリス、トランプ兵、チェシャ猫、帽子屋。
第5章
舞台は映画! たまごっち うちゅーいちハッピーな物語!?をイメージした物語の前編。映画オリジナルキャラのシアワセーニョも登場する。
ジャングルブックや一寸法師など、いろいろな物語がモチーフになっている。
第6章
舞台は映画! たまごっち うちゅーいちハッピーな物語!?をイメージした物語の後編。ハピハピっちも登場する。
映画のストーリーのその後という設定になっている。